# Ditlev Ahlefeldt
Ditlev Ahlefeldt född 20 februari 1617 i Angel, Danmark, död 29 november 1686 i Hamburg, Tyskland, var en dansk officer, diplomat och författare.

## Biografi
Efter att åren 1629–1632 ha besökt Académie Royal i Paris reste Ahlefeldt under 1630-talet till Italien, Schweiz, England och Nederländerna innan han 1640 återvände hem för att ta över skötseln av godsen Haseldorf, Haselau och Kaden av vilka han hade förvärvat de två senare genom sitt äktenskap.
Åren 1645–1648 var han i hessen-kasselsk tjänst och 1651 blev han landsråd i hertigdömena. Han var sedan prefekt i Flensburg åren 1652–1679.
Under krigen 1657–1660 var han också sändebud i Polen och Brandenburg och det var tack vare Ahlefeldts energiska underhandlingar, som i januari 1658 offensivförbundet mot Sverige mellan Brandenburg, kejsaren och Polen kom till stånd.

## Författarskap
Ahlefeldt var också skriftställare även om hans verk består främst av otryckta politiska, moraliska och ockulta skrifter. Hans memoarer framtagna 1893 och utgivna 1895 av L. Bobé innehåller dock värdefulla uppgifter om Danmarks historia 1642-1660.